# Berthold Kern
Berthold Kern (* 5. Januar 1911 in Kiel; † 16. Oktober 1995 in Stuttgart) war ein deutscher Internist und Kardiologe.

## Familie
Kerns  Großvater war der Philosoph Eduard von Hartmann (1842–1906). Sein Vater war der Historiker Fritz Kern (1884–1950). Seine Mutter Bertha von Hartmann war die Tochter von Eduard von Hartmann. Berthold Kern hatte noch zwei Schwestern. Seine Tochter Waltraud Kern-Benz arbeitet als Ärztin in Stuttgart.

## Ausbildung und Beruf
Kindheit und Jugend verbrachte Kern in Kronberg (Taunus) und in Bonn. Die Gymnasialzeit schloss er mit dem Abitur in Bad Godesberg ab. Er studierte Medizin in Wien und Königsberg, wo Herbert Assmann (1882–1950) seit 1931 das Fach Innere Medizin vertrat und Leiter der Universitätsklinik war. An der Universität Freiburg traf Kern auf den Pathologen Franz Büchner (1895–1991), der seit 1936 als Nachfolger von Ludwig Aschoff (1866–1942) dort als Direktor des Pathologischen Instituts der medizinischen Fakultät fungierte.
Berthold Kern absolvierte 1935 in Freiburg das medizinische Staatsexamen und wurde seit 1941 als Truppenarzt an der Ostfront in Russland eingesetzt, auch im Standort-Lazarett in Ulm. Nach Kriegsende arbeitete Kern als niedergelassener Arzt, Internist und Kardiologe in eigener Praxis in Stuttgart, 1946 bis 1990.

## Klinische Medizin
Neben der ärztlichen Versorgung seiner Patienten widmete sich Kern vor allem kardiologischen Fragestellungen, veröffentlichte Bücher und mehr als 40 Fachartikel. Sein Hauptinteresse galt der Behandlung von Herzerkrankungen wie Herzinsuffizienz und Herzinfarkt mit Herzglykosiden. Insbesondere befasste er sich intensiv mit der Anwendung von Digitalisglykosiden und Strophanthin. Kern berief sich in seinen Arbeiten über die orale Strophanthin-Therapie explizit auf den Pharmakologen Thomas Richard Fraser sowie die Herz-Kreislauf-Forscher Albert Fraenkel und Ernst Edens, die sich mit der klinischen Anwendung der intravenösen Strophanthin-Therapie befasst hatten.
In Zusammenarbeit mit Boehringer Mannheim entwickelte Kern eine Tabletten-Zubereitung von g-Strophanthin zur sublingualen Anwendung, das 1949 unter dem Namen Strophoral vorgestellt wurde. Das Präparat erwies sich als überraschend erfolgreich in der ärztlichen Verordnung, wurde aber von Pharmakologen und Klinikern kontrovers bewertet. In seinem Hauptwerk Die orale Strophanthin-Behandlung begründete Kern ausführlich den Nutzen der oralen Strophanthin-Therapie für Herzpatienten und erarbeitete eine umfangreiche Anwendungsbeobachtung: 1947 bis 1967 behandelte er mehr als 15 000 Herzpatienten in seiner Praxis mit Strophoral, nach 1967 noch weitere 5000 Patienten.
Kern unterschied zwischen Linksinsuffizienz und Rechtsinsuffizienz, was damals wissenschaftlich innovativ war und (insbesondere auch bezüglich der zu wählenden Medikation) zu einem langandauernden, heftigen Meinungsstreit vieler praktischer Ärzte gegenüber den meisten Klinikern und Pharmakonzernen führte. Strophanthin war für Kern das Mittel der Wahl zur Vorbeugung des Herzinfarkts und zur Behandlung der Linksherzschwäche.
Kern äußerte sich wie viele andere Forscher zeitlebens kritisch über die Bedeutung der Koronarsklerose für den Herzinfarkt. Er vertrat die These, dass bei der Erklärung ischämischer Zustände des Herzmuskels (Missverhältnis zwischen Sauerstoffbedarf und Sauerstoffangebot) nicht allein die arterielle Sauerstoffzufuhr zum Myokard, sondern auch der durch das vegetative Nervensystem gesteuerte Sauerstoffverbrauch des Herzens berücksichtigt werden muss. Hans Selye, der Schöpfer des Stress-Konzeptes, und andere Forscher haben in den 1950er- und 1960er-Jahren nachgewiesen, dass die überschießende Sympathikusaktivität eine extreme Erhöhung des Sauerstoffverbrauchs des Herzens bewirkt, die zu Sauerstoffmangel und zum Absterben von Herzmuskelzellen führt. Zu den erklärten Gegnern dieser These zählte der Heidelberger Ordinarius für Innere Medizin Gotthard Schettler, der sich durch eine Artikelserie zum Thema Herzinfarkt in der Laienpresse 1971 offenbar auch persönlich angegriffen fühlte.

## Werke
- mit Margarete Kern Grundlagen der Inneren Medizin. F. Enke, Stuttgart 1946
- Die Herzinsuffizienz. System ihrer Entstehungsweisen, drei Erscheinungsformen, Erkennung und Behandlung im Grundriß. F. Enke, Stuttgart 1948
- Die orale Strophanthin-Behandlung. Ärztliche Studie über ihre Erneuerung und ihren Einfluß auf die Kardiologie. F. Enke, Stuttgart 1951 pdf
- Der Myokard-Infarkt. Seine myokardiale Pathogenese und Prophylaxe, dargestellt am Grundriß der Linksmyokardiologie. K. F. Haug, Heidelberg 1969